# Andrea Lo Jacono
Andrea Lo Jacono (Piazza Armerina, 1º gennaio 1911 – Roma, 17 luglio 2001) è stato un funzionario statale e un magistrato amministrativo italiano.
Fu il primo Presidente del TAR del Piemonte.

## Biografia
Laureatosi in Giurisprudenza nell'Università di Roma nel 1933, fu dapprima notaio in Toscana ma, a causa di problemi familiari e delle crescenti difficoltà connesse al secondo conflitto mondiale, decise di tornare a Roma. Entrò quindi, dopo aver vinto il previsto concorso, nel Ministero dei lavori pubblici, per lavorare nel suo Ufficio Legislativo, affinandosi come urbanista. 

Distaccato ai primi degli anni cinquanta alla Cassa per il Mezzogiorno (dove fu a capo dell'Ufficio Contratti) rientrò nel 1958 al Ministero come Ispettore Generale e, grazie alla sua esperienza e competenza, effettuò una rapida carriera che lo condusse alla qualifica di Direttore Generale dell'Urbanistica e delle Opere Igieniche e Portuali, risultò infatti essere il più giovane funzionario a ricoprire quella carica, fin dal momento dell'unità d'Italia. A lui si dovrà l'assetto giuridico del Piano Regolatore della città di Brescia.

Divenne poi per alcuni anni Direttore Generale della Viabilità Ordinaria e delle nuove Costruzioni Ferroviarie prima di essere nominato alla fine degli anni sessanta Segretario Generale del Consiglio Nazionale dell'Economia e del Lavoro (CNEL) e, un decennio dopo, Consigliere di Stato.
Fu nel 1957 per breve periodo Capo di Gabinetto del Ministero dei lavori pubblici, quindi nel 1973-74 del Ministro per i rapporti con il Parlamento e infine, nel 1975-76 Ministro della marina mercantile. 
Pochi anni più tardi transitò nei ruoli della Presidenza del neo-costituito Tribunale Amministrativo Regionale (TAR), fino all'età del pensionamento.
Lavorò quindi come esperto amministrativo per la Impresit, la Impregilo e la FIAT Engineering, per dedicarsi negli ultimi anni della sua vita alla libera professione di avvocato amministrativista.